# Aram Shakhbazyan
Aram Shakhbazyan (ur. 1944 w Ordżonikidze, zm. 23 sierpnia 2015 w Jaśle) – polsko-rosyjski rzeźbiarz i metaloplastyk ormiańskiego pochodzenia.

## Życiorys
Urodził się w 1944 roku w obecnym Władykaukazie - stolicy Osetii Północnej. Ukończył studia na Wydziale Rzeźby Instytutu Sztuki i Teatru w Erywaniu. Od 1998 roku mieszkał w Polsce, najpierw w Radomiu, Przysiekach, a od 2000 w Skołyszynie koło Jasła.

## Dzieła
Autor licznych prac z zakresu rzeźby i metaloplastyki. Tworzył sceny rodzajowe, batalistyczne, portrety oraz obrazy o tematyce sakralnej, w tym:
- stacji drogi krzyżowej na Górze Liwocz
- drzwi do kościołów w Starachowicach, Skołyszynie, Rytrze, Nowym Sączu, Radomiu czy Opocznie.

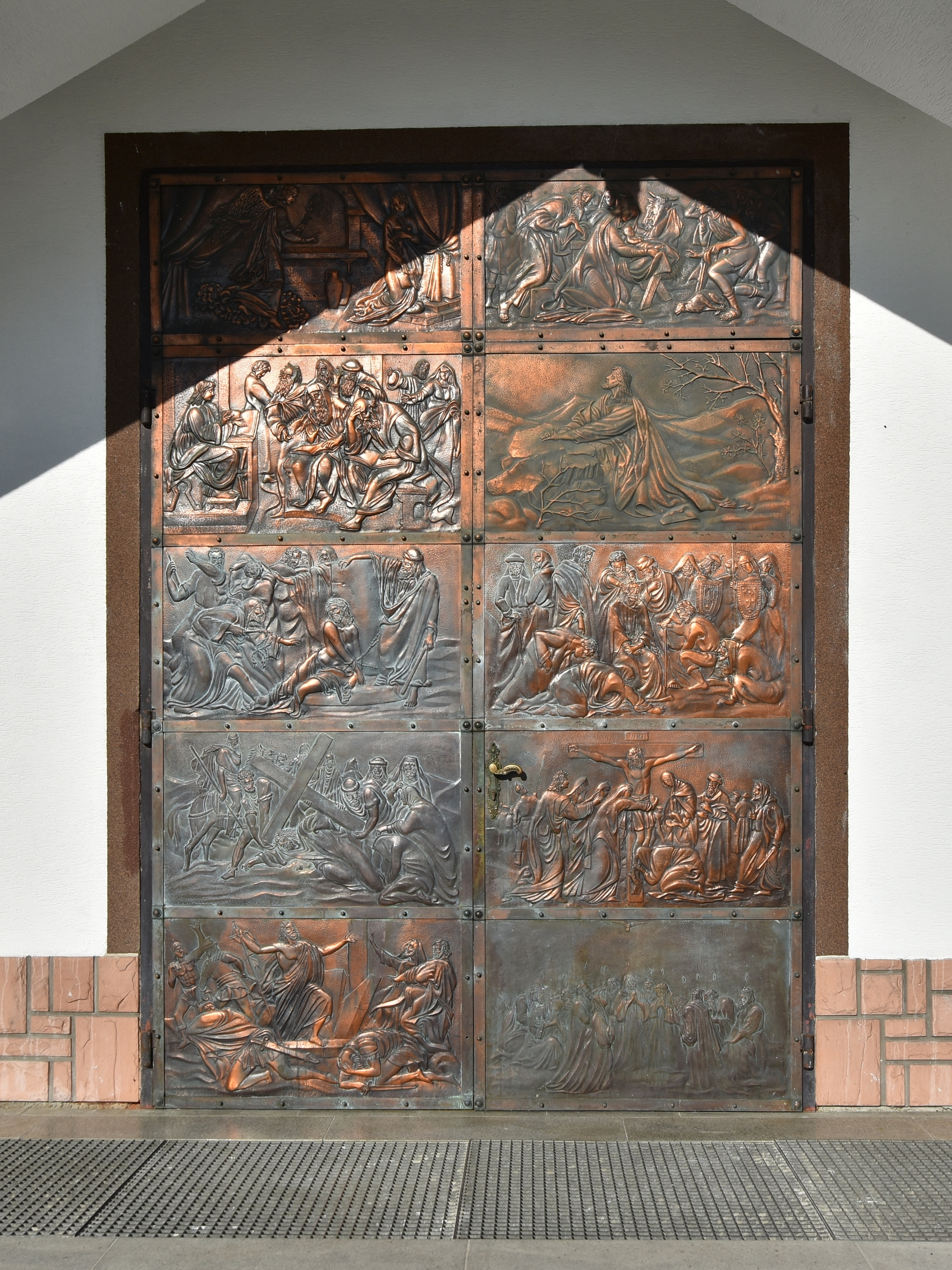
Prace Arama: Skołyszyn
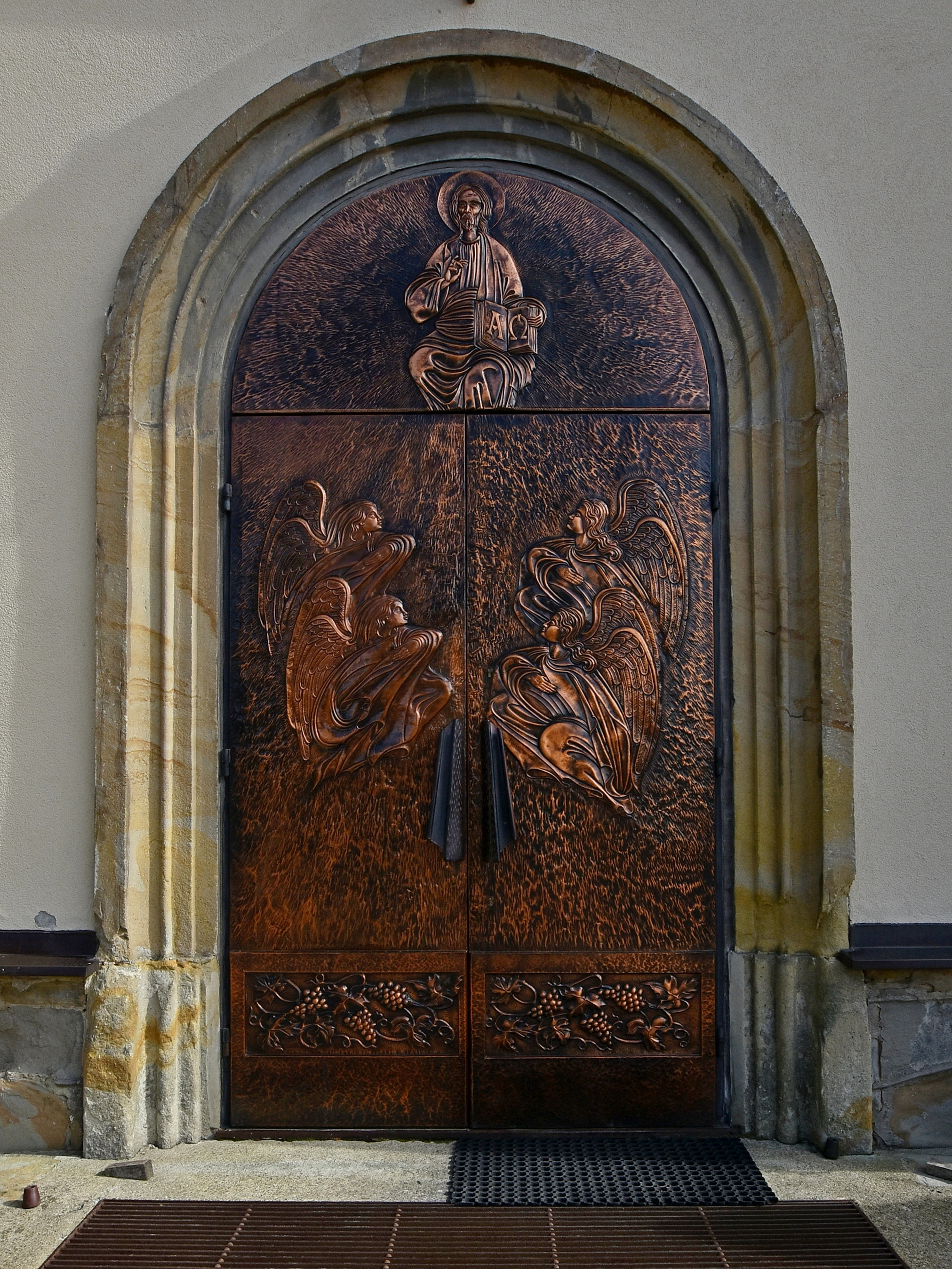
Prace Arama: Wróblik Królewski
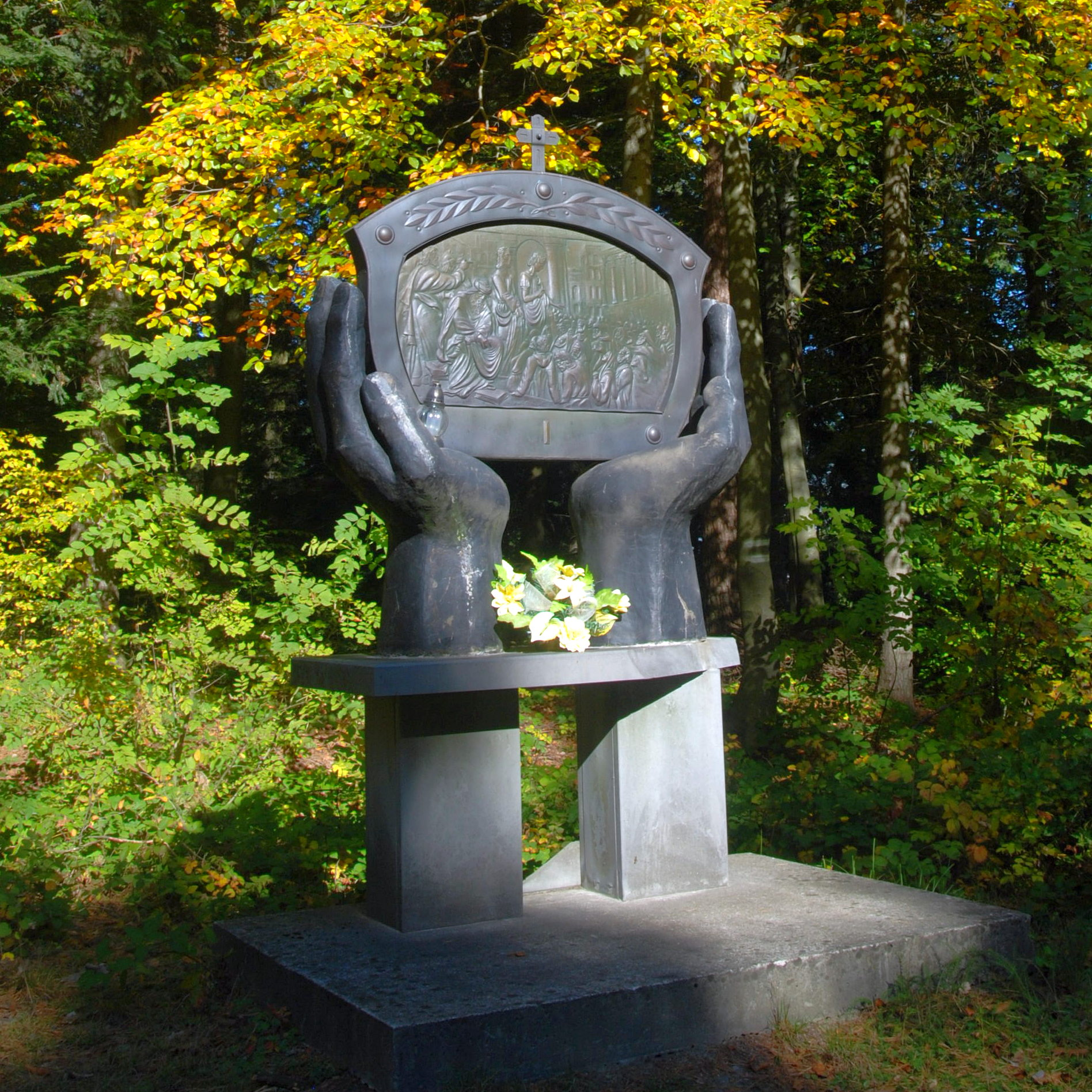
Prace Arama: Liwocz

## Wystawy
Jego prace z zakresu metaloplastyki znajdują się w kilku muzeach w Polsce i Europie, w tym w Muzeum Narodowym im. Leonarda da Vinci w Mediolanie (od 1962 roku). W 2014 przekazał portret papieża Franciszka do Muzeum Watykańskiego.